# Shenyang J-15
Die Shenyang J-15 Feisha (chinesisch 殲-15 / 歼-15, Pinyin Jiān-Yīwǔ, Codename 飛鯊 / 飞鲨,  Fēishā – „Fliegender Hai“, NATO-Codename: Flanker-X2) ist ein trägergestütztes Mehrzweckkampfflugzeug, das bei Shenyang Aircraft Corporation für die chinesische Marine entwickelt wurde. Die J-15 soll auf der Suchoi Su-33 (NATO-Codename: Flanker-D) basieren. Im Gegensatz zur J-11 soll es sich um eine unlizenzierte Version der Flanker-Familie handeln.

## Entwicklung
Die Entwicklung der J-15 geht vermutlich auf das Jahr 2001 zurück, als China den Su-33-Prototyp T10K-7 und die Cockpitsektion T-10K-3, die in der Ukraine eingelagert waren, erworben hat. Die Maschinen wurden intensiv untersucht und dienten als Grundlage der J-15.
Die ersten Informationen zur J-15 gelangten im Juni 2010 über das russische Verteidigungsministerium an die Öffentlichkeit. So bestätigte Oberst Igor Korotschenko, dass die J-15 ein „Su-33-Klon“ sei. Das russische Verteidigungsministerium geht davon aus, dass die J-15 unter anderem unter Verletzung des Lizenzabkommens zur J-11 entwickelt worden sei. 1995 hatte China für 2,5 Mrd. US-Dollar die Lizenzrechte zum Bau von 200 Su-27SK-Maschinen erworben, die als J-11 bezeichnet werden. Laut Korotschenko habe die J-15 auch zunächst J-11BH geheißen, was die Bedeutung der J-11 für die J-15 belege und auch der Grund sei, weshalb die Verhandlungen zum Verkauf der Su-33 an China 2006 und 2009 scheiterten.
Der Jungfernflug der J-15 fand am 31. August 2009 statt.

## Technik
Die Maschine wird von zwei Shenyang WS-10-Mantelstromtriebwerken angetrieben, die jeweils eine Schubkraft von 126 kN entwickeln können. Erste Bilder der J-15 wurden im Juli 2010 veröffentlicht, auf denen die Ähnlichkeit zur Su-33 deutlich anhand der Canards zu erkennen ist. Die J-15 wird auf dem Flugzeugträger Liaoning eingesetzt. Die Flugzeuge starten auf dem Flugzeugträger ohne Katapult.
Die J-15 verfügt über ein aktiv elektronisch scannendes AESA-Radar, ein infrarotbasiertes Such- und Ortungssystem und ist mit radarabsorbierenden Materialien beschichtet. Chinesischen Quellen zufolge soll die J-15 allen Kampfflugzeugen regionaler Streitkräfte, mit Ausnahme der US-amerikanischen F-22, aerodynamisch ebenbürtig oder überlegen sein. Die J-15 hat aber mit vielen Waffen beladen kaum mehr eine genügende Reichweite vom Träger.
Bei einer Übung im Januar 2014 war eine J-15 mit vier Luft-Luft-Raketen (zwei vom Typ PL-8, zwei vom Typ PL-12) ausgerüstet.

## Varianten
- J-15: Einsitzige Basisausführung, Kopie der Su-33
- J-15B: Modernisierte Variante der J-15, neues Radar, „Glascockpit“
- J-15S: Zweisitziger Kampftrainer, Sitze in Tandemanordnung
- J-15D: wie J-15S, jedoch statt als Kampftrainer für Elektronische Kriegsführung. Pods und andere elektronische Ausrüstung installiert, ohne IRST-Sensor. Gegenstück zur EA-18G Growler.

## Zwischenfälle
- 2020 gab es vermutlich vier Unfälle.[10]
- Ein chinesischer J-15 „Flying Shark“ Kampfjet stürzte am 15. März 2025 während eines Trainingsflugs nahe Jialai (加来镇), Lingao auf der Insel Hainan ab, wobei der Pilot sicher ausstieg. Der Vorfall zeigt weiter auf technische Probleme der J-15, insbesondere auf die Zuverlässigkeit des WS-10-Triebwerks und das höhere Leergewicht gegenüber dessen amerikanischen Gegenstück, der F/A-18E/F Super Hornet.[11]